# Wikłacz nizinny
Wikłacz nizinny (Nelicurvius sakalava) – gatunek małego ptaka z rodziny wikłaczowatych (Ploceidae), endemiczny dla Madagaskaru.
Długość ciała około 15 cm; masa ciała 20–28 g.
Jego naturalnym siedliskiem są suche lasy subtropikalne i tropikalne lub suche zarośla typu scrub. Można go spotkać między innymi w Parku Narodowym Sahamalaza.
Podgatunki
Wyróżniono dwa podgatunki N. sakalava:
- N. s. sakalava Hartlaub, 1861 – północny i zachodni Madagaskar
- N. s. minor (Delacour & Berlioz, 1931) – południowo-zachodni i południowy Madagaskar

Status
IUCN uznaje wikłacza nizinnego za gatunek najmniejszej troski (LC, Least Concern) nieprzerwanie od 1988 roku. Liczebność populacji nie została oszacowana, ale gatunek ten opisywany jest jako pospolity. Trend liczebności populacji uznawany jest za stabilny.